# Гема
Ге́ма (на латински: gemma – „пъпка“ (на растение), метафора за скъпоценен камък). В древността доста своеобразно, по асоциация с растителни пъпки, цветни камъни с пъстра текстура са наричани „геми“. С течение на времето, така започват да се наричат само онези камъни, които се отличават по блясък, твърдост, яркост и наситеност на багрите. Такива камъни са били използвани като украшение. Оттук идва и латинската дума „gemmeus“ (искрящ, блестящ, украсен). Особената твърдост на полускъпоценните камъни спомогнала идеята да се използват за резба. Отначало такива издялани с резба камъни с врязано изображение се използват изключително за печатни пръстени.
Глиптика (на френски: glyptique, от старогръцки: γλύφω – „изрязвам, издълбавам“) се нарича събирателно резбарското изкуство върху цветни полускъпоценни и скъпоценни камъни, геми (или глипти). Съвкупност от глипти (резбовани камъни) се нарича глиптотека (вж. напр. Мюнхенска глиптотека). Разграничава се между геми с вдлъбнати/врязани изображения (инталии) и с барелефни (изпъкнали) изображения (камеи).
Изкуството на каменната резба е известно още от античността. В Древна Месопотамия геми са правени още през IV хилядолетие пр.н.е. Гемите са били особено популярни в Древна Гърция (от VI век пр.н.е. до н.е.) и в Древен Рим. През Средновековието гемите са били използвани за украса на църковна посуда, книги и върху дрехите на свещениците. Античните геми са били носени под формата на закопчалки върху дрехи или като медальони с рамка от благородни метали. Чест гемите украсявали печатни пръстени. Гемите често се използвали като печати или амулети.
Една от най-известните геми се съхранява в Ермитажа в Санкт Петербург – Камея Гонзага от трислоен ахат с релефно изображение на египетския фараон Птолемей II и неговата съпруга (III век пр.н.е.).
При производството на геми се използват различни материали. Обичайно за долните слоеве на камеите се взема по-тъмен материал, така че на неговия фон да изпъкне издълбаното изображение на по-светъл камък. Често се използва сардоникс, който има слоеве с различни цветове. Също така при производството на геми се използват и ахат, хематит, гранат и карнеол.

## Виж също
- Камея
- Инталия